# Toilet no Kamisama
"Toilet no Kamisama" (トイレの神様 Toire no Kamisama, "Nữ thần trong toa lét") là một bài hát của ca sĩ-nhạc sĩ người Nhật Uemura Kana, có nội dung thuật lại những suy nghĩ của cô về người bà quá cố của mình. Đây là bài hát chính trong EP Watashi no Kakera-tachi của cô, phát hành vào ngày 10 tháng 3 năm 2010. Nó được tái ghi âm bởi Oshio Kotaro, và được làm bản nhạc quảng cáo cho album của Uemura, đó là Kana: My Favorite Things, phát hành vào cuối tháng 9 năm 2010.
Với giai điệu ngọt ngào sâu lắng cùng phần lời đậm chất trữ tình, bài hát nhanh chóng trở nên phổ biến và đưa tên tuổi của Uemura lên cao. Nó đã được tải về 250.000 lần về điện thoại và 100.000 lần về máy tính. Nó cũng làm tăng nhanh doanh số của Watashi no Kakera-tachi, khiến EP này trở thành album đầu tiên của Uemura được chứng nhận giải vàng.
Bài hát giành được Giải thưởng Thu âm Nhật Bản (Japan Record Awards) vào năm 2010. Bên cạnh đó Uemura cũng giành được giải thưởng nhạc sĩ trữ tình cho bài hát này.

## Lối sáng tác
Bài hát là một bản ballad, bắt đầu với một đoạn ghita nhẹ nhàng, đơn giản, nhưng sau đó được mở rộng ra với một đoạn gồm nhiều nhạc cụ. Lời bài hát là một bài tường thuật kể về câu chuyện giữa Uemura và người bà của cô.
Khi Uemura gặp nhà sản xuất âm nhạc Teraoka Yohito, cô đã tâm sự câu chuyện về người bà của mình. Teraoka đã gợi ý cô chuyển thể câu chuyện đó thành bài hát.

## Chuyển thể
Bài hát đã truyền cảm hứng cho hai cuốn sách của Uemura. Cuốn đầu tiên là một tự truyện phát hành tháng 7 năm 2010, nói về người bà của cô và quá trình hình thành bài hát. Cuốn thứ hai là một cuốn sách hình, xuất bản bởi Kodansha vào tháng 9 năm 2010.
Công ty hệ thống truyền hình Mainichi (Mainichi Broadcasting System, Inc.) đã phát sóng một bộ phim truyền hình (drama) dài hai tiếng dựa trên giai thoại Toilet no Kamisama vào ngày 5 tháng 1 năm 2011 trên 28 đài truyền hình. Đây là một trong những chương trình được thực hiện nhằm chiếu trong lễ kỷ niệm 60 năm ngày mở cửa của đài MBS. Cốt truyện của bộ phim được lấy cảm hứng từ những sự kiện trong giai thoại Toilet no Kamisama của Uemura, chẳng hạn như cái chết của người bà và con đường đến với sự nghiệp ca hát của cô.

## Vị trí trong các bảng xếp hạng
| BXH                                                                              | Vị trí cao nhất |
| -------------------------------------------------------------------------------- | --------------- |
| Billboard Adult Contemporary Airplay                                             | 6               |
| Billboard Japan Hot 100                                                          | 1               |
| Oricon daily singles                                                             | 1               |
| Oricon weekly singles                                                            | 1               |
| RIAJ Digital Track Chart weekly top 100                                          | 1               |
| RIAJ Digital Track Chart weekly top 100 - "Toilet no Kamisama" with Kotaro Oshio | 45              |
| RIAJ Digital Track Chart yearly top 100                                          | 37              |

### Doanh thu và các chứng nhận
| BXH                                      | Doanh số            |
| ---------------------------------------- | ------------------- |
| Oricon doanh thu vật chất (từ băng, đĩa) | 136,000             |
| RIAJ physical shipping certification     | Gold (100,000+)     |
| RIAJ full-length cellphone downloads     | Platinum (250,000+) |
| RIAJ PC downloads                        | Gold (100,000+)     |